# 宮崎敦吉
宮崎 敦吉（みやざき あつよし、1966年2月3日 - ）は、日本の俳優、声優、介護福祉士。

## 来歴
グラフィックデザイナーの時に芝居に携わるようになる。後に介護福祉士、学童保育員として福祉業界に従事。
2015年3月16日付けで賢プロダクションに所属。声の仕事を始める。
『亜人』の平沢役がアニメ初仕事。
2019年1月31日付けでフリーとなり、ナレーション、映像（CM顔出し）にも活動の場を広げる。
2023年に出演したCMが第77回広告電通フィルム 広告部門にて金賞を受賞。

## 出演作品（俳優）

### 舞台
- カッコーの巣の上を （デール・ワッサーマン作 小田島雄志訳）
- 狼たちの午後 （P.F.クルージ作 奈良橋陽子演出）
- 来週初日・仕上がりのよい手紙 （サシャ・ギトリ作）
- 名医先生 （ニール・サイモン作）
- ブリタニキュス （ジャン・ラシーヌ作）
- 20年後 （オー・ヘンリー作）
- テラ・ノヴァ （テッド・タリー作）
- 騎兵たち （アリスティド・ブレアル作 岡田正子演出）
- 行き交い （ジャン・ポール・アレーグル作）
- 外郎売り （川和孝演出）
- 舌切雀 （太宰治作）
- 一休さん （武者小路実篤作）
- 筑摩の湯 （岡本綺堂作）
- 或る男の半日 （谷崎潤一郎作）
- 驟雨 （岸田國士作）
- 人生の幸福 （正宗白鳥作）
- ある日の蓮月尼 （岡本かの子作）
- 地下室 （水上瀧太郎作）
- 人魂黄表紙 （高田保作）※第26回松尾芸能賞受賞[3]
- 囲まれた女 （田口竹男作）
- 久米の仙人 （小寺融吉作）
- アスパラガス （秋田雨雀作）
- 二つの祖国 （山崎豊子作）
- 足尾鉱毒 田中正造 （城山三郎作）
- 人間狩り （筒井康隆作）
- 風車の見える丘 （旭爪あかね作）
- 浮酔沈呑出床競 （黒田玄作）

ほか、芝居、朗読出演など多数。

### 映画
- ジャンパー（2008年）- 客 役
- Waiting for the Sun 天気待ち（2008年）- 撮影スタッフ 役
- ラーメンガール（2009年）- ラーメン屋の客 役
- 相棒 -劇場版II- 警視庁占拠! 特命係の一番長い夜（2010年）- 中華街店員 役
- 実験体四十六號（2010年）- 坂上少佐 役
- 聯合艦隊司令長官 山本五十六（2011年）- 比叡艦長 役
- テルマエ・ロマエ（2012年）- ローマ人の声
- るろうに剣心 伝説の最期編（2014年）- 剣士、兵士、警察隊の声

### テレビ
- 日本の、これから（2009年 NHK）- 足利義満 役
- サムライ・ハイスクール（2009年 日本テレビ）- 酔っ払いのサラリーマン 役
- 経済ドキュメンタリードラマ ルビコンの決断（2009、2010年 テレビ東京）
- インディゴの夜（2010年 フジテレビ）- ダンボール回収の男 役
- 崖っぷちのエリー〜この世でいちばん大事な「カネ」の話〜（2010年 テレビ朝日）- 怪しいカメラマン 役
- 横山秀夫サスペンス 仕返し（2011年 WOWOW）- 屋台のおやじ 役
- ランナウェイ〜愛する君のために（2011年 TBS）- 身代わりホームレス 役
- 和風総本家（2011年 テレビ東京）
- Mr.サンデー（2011年 フジテレビ）- 一色正春 役
- 屋上ミサイル（2012年 日本テレビ）- 長塚警部 役
- 生きたい たすけたい（2014年 NHK）- 工務店社員 役
- 新ナニワ金融道（2015年 フジテレビ）- 社長 役

### CM
- アサヒ飲料
- エバラ食品「浅漬けの素」[4]
- エポック社
- 日本和装「オーケストラ篇」[5]

2022年
- イオンディライト「守りたい場所篇」
- 大江戸温泉物語「親子篇」
- バンダイナムコアミューズメント「ガンダムメタバースプロジェクトSide-G篇」
- パーソルホールディングス「人材サポート男性篇/女性篇」
- 日経電子版「入社式篇」

2023年
- アマノフーズ「みんな大満足の術篇」
- 大江戸温泉物語「母娘篇」
- かどや製油「家族のいつもに 娘の門出篇」
- KURAND株式会社「父の日 酒ガチャ篇」
- 経済産業省「資源エネルギー庁」
- シスコシステムズ「なぜ持てるのか篇/クラウド電話篇」
- JYLLY GOOD「ひらけ、医療篇」
- 中外製薬「コンセプトムービー」
- 東邦ガス「リフォーム編/変わる篇」
- ブリヂストン「タイヤオンラインストアはじまる篇」 
- LIFULL「かいごちゃんにおまかせ家族会議篇」

2024年
- アムハード小西「匠の一冊」
- コナミ「ウイコレ」
- スタッフサービス・エンジニアリング「あなたにとってエンジニアとは？篇」
- タカラトミー「アソビにこそ、品質を。」
- NOLTY「メッセージムービー～つながる絆 篇～」
- ビザスク「ビザスク サービス紹介」
- PayPay「超paypay祭」
- 明治プロビオヨーグルトR-1「エレベーター篇」
- LINE Pay「10年間、ありがとう スペシャルムービー」

### スチール広告
- サントリー「ペプシコーラ」

2022年
- 旭化成アミダス
- CUCグループ
- 東京建物

2024年
- タカラトミー

### ミュージックビデオ
- Yama「パレットは透明」[33]
- M!LK「エビバディグッジョブ！」[34]

### パチンコ
- CR着信アリ（物理学者 柳田亘）

### 企業VP
- 警視庁
- 国税庁[35]
- 消防庁
- 法務省
- 総務省
- NTT
- 東京ガス
- ゆうちょ ほか、多数。

## 出演作品（声優）

### テレビアニメ
2016年
- 蒼の彼方のフォーリズム（教師）
- 亜人（平沢、報道陣）
- ジョーカー・ゲーム（花菱の従業員、カジノの経営者）
- チア男子!!（柔道部顧問）
- アイドルメモリーズ（委員たち）

2017年
- ロクでなし魔術講師と禁忌教典（レドルフ＝フィーベル、ツェスト＝ド＝ノワール）
- sin 七つの大罪（マモンの眷族、カロン）
- 神撃のバハムート VIRGIN SOUL（庶民男）
- 将国のアルタイル（アラバ族長、カリル人形、店主、カミーノ兵C、船医 他）
- Re:CREATORS（医師）
- 縁結びの妖狐ちゃん（妖怪）
- クレヨンしんちゃん（飼育員）
- セントールの悩み（会長）
- 賭ケグルイ（老人C）
- 銀魂.（公園の男A）
- 血界戦線 & BEYOND（TVディレクター）

2018年
- 一人之下 羅天大醮篇/全性篇（柳坤生、夏柳青、曜星社の記者）
- メルヘン・メドヘン（土御門家の長老）
- メガロボクス（2018年 - 2021年、歯抜け、客B、客A） - 2シリーズ
- ニル・アドミラリの天秤（吉田渋鐸、善人医師、払井絡武、福本運歩、洗馬知案）
- ルパン三世 PART5（族長、老人）
- おしりたんてい（2018年 - 2023年、おじいさん、ビーバーのおじさん / みずべみはる、ヒゲイノシシ、フルダヌキ）
- バジリスク 〜桜花忍法帖〜（男）
- 東京喰種トーキョーグール:re（戸影豪正）
- 夢王国と眠れる100人の王子様（村人A）
- 僕のヒーローアカデミア（赤ちゃんフック）
- レイトン ミステリー探偵社 〜カトリーのナゾトキファイル〜（オルセン）
- DOUBLE DECKER! ダグ&キリル（親父）
- ゾンビランドサガ（スタッフ、居酒屋の大将）
- ベルゼブブ嬢のお気に召すまま。（おじいちゃん）

2019年
- サザエさん（男の客）
- 盾の勇者の成り上がり（素材屋店主）
- ジョジョの奇妙な冒険 黄金の風（幼児）
- 不機嫌なモノノケ庵 續（化学教師）
- 魔法少女特殊戦あすか（グリンバーグ）
- B-PROJECT〜絶頂*エモーション〜（プロデューサーC）

2020年
- 白猫プロジェクト ZERO CHRONICLE（スキアーズ）
- 継つぐもも（椀爺）
- ヒーリングっど♥プリキュア（院長）

2021年
- サクガン（老人）

2022年
- 本好きの下剋上 司書になるためには手段を選んでいられません（親方）

2023年
- でこぼこ魔女の親子事情（オヤジィ）

2024年
- 魔法科高校の劣等生（静家当主）
- 嘆きの亡霊は引退したい（マーチス）

### 劇場アニメ
2016年
- 亜人 -衝突 / 衝戟-（平沢） - 2作品

2017年
- LUPIN THE IIIRD 血煙の石川五ェ門（井上）
- 夜明け告げるルーのうた（椎羅）

2018年
- ペンギン・ハイウェイ（ヨシダさん）

2022年
- 映画 おしりたんてい シリーズ（みずべみはる） - 2作品

### OVA
- 亜人「Intermission」（2016年、平沢）※単行本第9巻限定版付属OAD[42]

### Webアニメ
- 機動戦士ガンダム サンダーボルト（2017年、フリオ・サワディー）
- DEVILMAN crybaby（2018年、ジンメンに取り込まれた男）
- 日本沈没2020（2020年、難民R）
- 天空侵犯（2021年、大事男）

### ゲーム
2010年
- 「超」怖い話DS 青の章

2013年
- ティアーズ・トゥ・ティアラII 覇王の末裔

2015年
- アンティル・ドーン 惨劇の山荘（保安官）
- TRINE 3 力の秘宝（ナレーター）

2016年
- キングダム・ウォーリアーズ
- 宿星のディストピア（閻魔王、仙人）
- ドラゴンズドグマ オンライン
- ワールドギミック（ヨーヨー）

2017年
- 機動戦士ガンダム 戦場の絆（ジオン整備士長）
- 白猫プロジェクト（スキアーズ）
- スティープ（デナリ山）
- ゼルダの伝説 ブレス オブ ザ ワイルド（コーガ様）
- マヨナカ・ガラン（茸好きの村人）

2018年
- クイズRPG 魔法使いと黒猫のウィズ（エンソ）
- プリンセスコネクト！Re:Dive（賞金首、司祭）
- 全民英傑伝
- ジャストコーズ4 （マウロ）
- グランブルーファンタジー

2019年
- エースコンバット7 スカイズ・アンノウン（エイブリルの祖父）
- ドラガリアロスト（先代魔導師）
- ドラゴンクエストX いばらの巫女と滅びの神 オンライン（ヌブロ長老）

2020年
- 仁王2（糞好きの竜之丞）
- リーグ・オブ・レジェンド
- ウォッチドッグス レギオン
- ゼルダ無双 厄災の黙示録（コーガ様）

2023年
- ゼルダの伝説 ティアーズ オブ ザ キングダム（コーガ様）
- ドラゴンクエストモンスターズ3 魔族の王子とエルフの旅（モンじい）

2024年
- クイズRPG 魔法使いと黒猫のウィズ（髑髏坊）
- スーパーモンキーボール バナナランブル（ドクター）

### ドラマCD・音声ドラマ
- アイドルマスター シンデレラガールズ WILD WIND GIRL（2017年、部長）※単行本第2巻特装版特典CD
- 狼陛下の花嫁（2017年、老師）※単行本第16巻特装版特典CD
- 機動戦士ガンダムUC 獅子の帰還（2019年、学者）※機動戦士ガンダムNT Blu-ray特典CD
- 聖鐘騎士リヨン（2023年、大臣）

### 吹き替え

#### 映画（吹き替え）
- アクション・ポイント/ゲスの極みオトナの遊園地（ジョエル・グリーン）
- 悪魔はいつもそこに
- アナザープラネット（クマール）
- アンダーカバー・じーさん（ハリー〈ケネス・ウェルシュ〉）
- ウォークラフト（フィンデン）
- AIR/エアー（大統領〈マイケル・ホーガン〉[48]）
- エクソダス:神と王（大宰相[49]）
- おとなの恋の測り方（フィリップ）
- 大人の女子会 ナイトアウト（マーフィー）
- おみおくりの作法（ジャンボ）
- ガーディアンズ（ヴィクター・ドブロヌラーヴォフ）
- ガンズ・アンド・ストレンジャー（クレブラ）
- 完全なるチェックメイト（エフュム・ゲラー）
- 江南ブルース（ムン課長）
- 君の名前で僕を呼んで（ムニール〈アンドレ・アシマン〉[50]）
- 恐怖の人体研究所（ジョン・プリュイット）
- 疑惑のチャンピオン（ルパート・ギネス）
- グレイハウンド（グレイウルフ〈トーマス・クレッチマン〉）
- グレート・レイド 史上最大の作戦（クルーガー〈デイル・ダイ〉）
- クロッシング・マインド 消えない銃声（フランク・ハーパー〈ケイリー・エルウィス〉）
- ゲルニカ（ホルヘ）
- ゴーストバスターズ（アル・ローカー[51]）
- サイダーハウス・ルール（ホルツ）※Netflix版
- The Witch/魔女 −第1部 転覆−（ト・ギョン〈キム・ビョンオク〉）
- ザ・コンサルタント（フランク・ライス）
- 砂上の法廷（ブーン・ラシター〈ジェームズ・ベルーシ〉）
- ザ・スイッチ（クーター[52]）
- ザ・ターゲット/陰謀のスプレマシー（カリム）
- ザッツ・ファビュラス!（クリストファー・ビギンズ）
- サンゲリア（2022年、フリッツ[53]）※BD版
- サンバ（ラモナ）
- シークレット・アイズ（レグ・シーファート〈マイケル・ケリー〉[54]）
- ジェイソン・ボーン（ジョン・バロウズ）
- ジェノサイド・ゲーム（ラムロッド）
- 史上最悪の学園生活（ガス〈エフレン・ラミレッツ〉）
- 静かなる男（パット・コハン）
- ジェニファー・ロペス 戦慄の誘惑（サンドボーン）
- ジュラシック・クロコダイル 怒りのデス・アイランド（ヘンダーソン〈ジョー・パントリアーノ〉）
- ジョー・ダート 華麗なる負け犬の伝説（トビー）
- ショコラ 〜君がいて、僕がいる〜（ルイ・リュミエール）
- シリアスマン（シャピロ〈レイ・バーク〉）
- シング・ストリート 未来へのうた（ロバート〈エイダン・ギレン〉）
- 人生スイッチ（クエンカ〈セサル・ボルドン〉）
- 人生はシネマティック!（レイモンド・パーフィット〈ポール・リッター〉）
- スーパー・マグナム（イーライ）※BSジャパン版
- スター・ウォーズ/最後のジェダイ（カント・バイトのクルピエ）
- スターリンの葬送狂騒曲（ヴャチェスラフ・モロトフ〈マイケル・ペイリン〉）
- スノー・ロワイヤル（ブロック・コックスマン「ウィングマン」〈ウィリアム・フォーサイス〉）
- スパイ・レジェンド（アルカディ・フェデロフ[55]）
- SEXテープ（ロビー〈ロブ・コードリー〉[56]）
- ゾディアック 覚醒（ベン〈ケネス・ウェルシュ〉）
- ゾンビスクール!（ハタチ〈ピーター・ウォン〉）
- ダウンサイズ（マット）
- ダンケルク（オランダ水兵）
- 沈黙の粛清（コネリー警部）
- デトロイト（ラング代理人弁護士）
- 独裁者（バクテリア国大使〈カーター・デ・ヘイヴン〉）
- ドクター・ドリトル（クライド（オランウータン）[57]）
- 特別捜査 ある死刑囚の慟哭（クオン・スンテ〈キム・サンホ〉）
- トランスフォーマー/最後の騎士王（政府役人[58]）
- トランボ ハリウッドに最も嫌われた男（ロイ・ブリューワー）
- 長く熱い週末（ピート）
- ねじれた家（フィリップ・レオニデス〈ジュリアン・サンズ〉）
- ネバー・サレンダー 肉弾乱撃（ヴィンセント）
- ネルーダ 大いなる愛の逃亡者（パブロ・ピカソ〈エミリオ・グティエレス・カバ〉）
- ノース・ウォリアーズ 魔境の戦い（ヨルンド）
- パーソナル・ショッパー（ザンダー）
- パイレーツ・オブ・カリビアン/最後の海賊（クレンブル〈アダム・ブラウン〉[59]）
- 白鯨との闘い（カレブ・チャペル〈ポール・アンダーソン〉）
- 裸足で散歩（フロント係）※Netflix版
- バッド・チューニング（ビール配達人）
- パッドマン 5億人の女性を救った男（眼鏡男）
- パディントン2（フィブス〈ノア・テイラー〉[60]）
- パーティで女の子に話しかけるには（PTファースト「白の第1保護者」〈エドワード・ペサーブリッジ〉）
- バーニング・オーシャン（ロバート・カルーザ）
- ヴィクター・フランケンシュタイン（警部〈アリステア・ペトリ〉）
- ヴィクトリア女王 最期の秘密（ジャコモ・プッチーニ〈サイモン・キャロウ〉）
- ビジネス・ウォーズ（マールテン）
- プーと大人になった僕（老駅員[61]）
- フィフス・ウェイブ（コーチ）
- ブリジット・ジョーンズの日記 ダメな私の最後のモテ期（エドワード）
- プリデスティネーション（コナー）
- プロジェクト・アルマナック（教師）
- ペイ・ザ・ゴースト ハロウィンの生贄（盲目の男〈スティーヴン・マクハティ〉）
- ペレ 伝説の誕生（ゴスリング）
- ホールディング・ザ・マン －君を胸に抱いて－（バリー〈ジェフリー・ラッシュ〉）
- ホーム・スイート・ヘル/キレたわたしの完全犯罪（ブラウン警部〈シャイ・マクブライド〉）
- 星の王子 ニューヨークへ行く2（スイーツ〈クリント・スミス〉[62]）
- マーシャル 法廷を変えた男（セイヤー医師〈ジェフリー・デマン〉）
- マーベル・シネマティック・ユニバース
  - マイティ・ソー バトルロイヤル（オーディン役者〈サム・ニール〉[63]）
  - アベンジャーズ/エンドゲーム（嘆く男〈ジョー・ルッソ〉[64]）
  - ソー:ラブ&サンダー（オーディン役者〈サム・ニール〉[65]）
- マインザットバード 夢をのせて駆け抜けた馬（ボブ・バファート）
- マギー（カプラン医師）
- マギーズ・プラン 幸せのあとしまつ（クリーグラー〈ウォーレス・ショーン〉）
- マグダラのマリア（トマス）
- マクマホン・ファイル（ポール・シュスター〈トビー・ジョーンズ〉）
- マジック・イン・ムーンライト（ハワード・バーカン〈サイモン・マクバーニー〉）
- マダム・メドラー おせっかいは幸せの始まり（マーク〈マイケル・マッキーン〉、トニー〈トニー・アメンドーラ〉）
- マッハ!無限大（ジョブ[66]）
- Merry Christmas! 〜ロンドンに奇跡を起こした男〜（老ウエイター〈パット・ムーニー〉[67]）
- 夜に生きる（朗読者）
- ライアー・ハウス（モーリス・ドゥーセット〈ウェイン・デュヴァル〉）
- ラスト・ナイツ（会計士）
- ラ・ラ・ランド（アリステア）
- レッズ（ハリー〈ジェリー・ハーディン〉）
- レッド・ファミリー（金物屋の主人〈キム・ビョンオク〉）
- レフト・ビハインド（メルヴィン・ウェア〈マーティン・クレバ〉）
- ローグ・ワン/スター・ウォーズ・ストーリー（パオ）
- ロイヤル・ナイト 英国王女の秘密の外出（スタン）
- ロビン・フッド/キング・オブ・タイツ（王室アナウンス）
- ワンダーウーマン（パブ客男[68]）
- わんわん物語（医師〈ケン・チョン〉）

#### ドラマ
- アウトキャスト（ローウェル）
- アウトランダー（エドワーズ）
- アブセンシア 〜FBIの疑心〜（オデュエル医師〈ヒュー・クアルシー〉）
- アメリカン・ゴシック 〜偽りの一族〜（スティーブ・ハーベイ）
- イニョプの道（下男）
- WITHOUT A TRACE/FBI 失踪者を追え!（マコーミック）
- ウィッチャー（マウスサック〈アダム・レヴィ〉）
- NCIS 〜ネイビー犯罪捜査班（ヴィンセント）
- エレメンタリー ホームズ&ワトソン in NY
  - シーズン3（ジョセフ）
  - シーズン4（スヴェン・エクランド）
  - シーズン6（ジーグラー）
- X-カンパニー 戦火のスパイたち
  - シーズン1（マルセル）
  - シーズン3（フォイクト教授）
- エンパイア〜成功の代償（オールドソルティ）
- 王の顔（チョン・チョル）
- 王への手紙（老人）
- GIRLS/ガールズ（トビー校長〈ダグラス・マクグラス〉）
- 仮面（ピョン・デソン）
- 君の声が聞こえる（シン・サンドク）
- 客主（キム・ハクチュン）
- キャッスル 〜ミステリー作家は事件がお好き
  - シーズン7（フィリップ・バートレット〈マッケンジー・アスティン〉、ジーン・ヴォーゲル〈ジェームズ・エックハウス〉）
  - シーズン8（フォン）
- キャリアを引く女（イ・ドンス）
- グッド・ワイフ（アレックス・ケルナー）
- クレイジー・エックス・ガールフレンド（アービング）
- クリミナルマインド国際捜査班（犯人）
- グレイズ・アナトミー 恋の解剖学（エイブ）
- ゲットダウン（モラン〈リー・ターゲセン〉）
- コバート・アフェア（シュマー）
- サイコだけど大丈夫（カン・ピロン〈キム・ギチョン〉）
- ザ・クラウン（ハロルド・マクミラン〈アントン・レッサー〉）
- THE BRIDGE/ブリッジ（ピータ・コウ）
- THE MENTALIST メンタリストの捜査ファイル（ラリー）
- TheRoyals ザ・ロイヤルズ（アール・フロスト〈リチャード・ブレイク〉）
- サンズ・オブ・アナーキー（レニー・ヤノヴィッツ〈サニー・バーガー〉）
- 三銃士（使用人）
- CSI:科学捜査班－最終章－終わらない街ラスベガス（プレストン）
- シカゴ P.D.（マテオ）
- シカゴ・メッド （スタンリー・ストール〈エディ・ジェイミソン〉、キオーニ〈ブランスコム・リッチモンド〉）
- DEUCE/ポルノストリート in NY（キム〈ジェームズ・サイトウ〉）
- シリコンバレー狂騒曲（ジム・クラーク）
- 信じる者とよそ者（ジョン・ビリントン）
- SCORPION/スコーピオン（バーテン）
- SUITS/スーツ（Dr.リプシッツ〈レイ・プロシア〉）
- スタン・リーのラッキーマン （アリスター・ウィンター〈スティーヴン・マッキントッシュ〉）
- ストライクバック:極秘ミッション（教祖）
- スーパーナチュラル（デール）
- 戦争と平和（ドモ）
- それいけ! ゴールドバーグ家（ポール）
- 高い城の男（ホーソン・アベンゼン〈スティーヴン・ルート〉、ウインダム＝マトスン〈ジャック・ケーラー〉）
- 超ゲーマー伝説 ぼくらの裏ワザ青春白書（ウィンスロップ）
- THIS IS US（ジョン）
- DIVORCE/ディボース（ドナルド〈ロバート・フォスター〉）
- 東方戦場（木戸幸一、重光葵）
- 説きふせられて（シェパード弁護士）
- ドクター異邦人（オ・ジュンギュ）
- ドクター・フー（ゲーガン・ラスムッセン〈リース・シェアスミス〉）
- ドクター・フー　リボーン（グレアム・オブライエン〈ブラッドリー・ウォルシュ〉）
- となりのサインフェルド（レオおじさん）
- トライアングル（ユン・テジュン）
- ナイトライダー（追加収録[69]）
- ノンストップ・スリラー「暴走地区-ZOO-」（アニーク〈ゲイリー・ファーマー〉）
- ハイスクール・ニンジャ（オプティック、ポップステン）
- HAWAII FIVE-0
  - シーズン4（警備員）
  - シーズン5（ユージーン・グッドマン〈ジョン・ビリングズリー〉、バリー・バーンズ〈ジョン・ロヴィッツ〉、サム・アレキザンダー〈ラファエル・スバージ〉）
  - シーズン6（ウィッシュボーン、アーロン・ジェームズ、ランド）
  - シーズン7（スコア、ラッキー・モラド〈ファラン・タヒール〉、ヤオ・ファット〈ジョージ・チェン〉、シムラ）
  - シーズン8（ミスター・カン、ジョン・バンクス）
  - シーズン10（ドクター・ハン）
- バーディーバディ（ぺ代表[70]）
- ピーキー・ブラインダーズ（カレディン〈リチャード・ブレイク〉）
- ピウス13世 美しき異端児（オゾリンズ）
- 秘密の扉（ソ・ギュン〈クォン・ヘヒョ〉）
- フュード/確執 ベティ vs ジョーン（デスク巡査）
- フラーハウス（警備員）
- Black Sails/ブラック・セイルズ（エドワード・ティーチ“黒髭”〈レイ・スティーヴンソン〉）
- プリーチャー（マイルズ・パーソン）
- BULL / ブル 法廷を操る男（サイモン）
- フレッシュ・アンド・ボーン（セルゲイ）
- フロム・ダスク・ティル・ドーン ザ・シリーズ（エイダン・タナー“SEXマシーン”〈ジェイク・ビジー〉）
- HELIX -黒い遺伝子-（ポズニアク博士〈アーサー・ホールデン〉）
- ホジュン〜伝説の心医〜（キム・ウンタク）
- マクマフィア（ボリス・ゴッドマン〈デヴィッド・デンシック〉、カレル・ベネシュ〈カレル・ローデン〉）
- マジシャンズ（スタンリー〈M・C・ゲイニー〉、エフィンガム卿〈ショーン・マグワイア〉）
- MADMEN
  - シーズン6（ランドール〈ウィリアム・メイポーザー〉、マイキー、ビリー、ヘクト）
  - シーズン7（オーナー）
- マペット大集合!（ペペ、アニマル、スタトラー、ル・ポール、チップ、カール）
- Major Crimes 〜重大犯罪課（グリフィン・クラークソン〈パトリック・ブリストー〉）
- やってないってば!（ハリー）
- ユートピア（ドブリゴースキー）
- リーサル・ウェポン（テディ・マルキン）
- リリーが一番! 〜恋も仕事も全力ガール〜（デール）
- レッド・オークス（ハーブ）
- レジェンド・オブ・トゥモロー（スタイルズ牧師）
- LEFTOVERS/残された世界（柱の老人）
- レディー・ダイナマイト（ジョエル〈エド・ベグリー・ジュニア〉）
- LAW&ORDER：UK（アレックス・グリーン〈ロジャー・ロイド＝パック〉）
- ローズマリーの赤ちゃん〜パリの悪夢〜（リバーマン医師）

#### アニメ
- アバター 伝説の少年アン 火の巻（ディグ、ブミ）
- アングリーバード（先生[71]）
- アンジェラのクリスマス（盲目の奏者）
- ウッディー・ウッドペッカー（バズ・バザード）
- おっはよー!アンクル・グランパ（ターンバックル）
- カルメン・サンディエゴ（シャドー）
- サラとダックン（おつきさま、エシャロット、パン屋さん、雲の隊長、あまり毛糸）※ディズニージュニア版
- シュガー・ラッシュ:オンライン（グランピー[72]）
- ジョニーテスト（Dr.スロップシンク、モグラ王・ジズラー、ムーン人、メガ・ムーン人）
- 出張ヒーローZERO（アクサロン）
- スポンジ・ボブ（ジェンキンズ）
- ソウル・ステーション/パンデミック（キム）
- ドッグス! 〜オジーの大冒険〜（グラント）
- トッツ とべ! あかちゃん おとどけたい（ウッドバード）
- ノーノーのミニミニ大冒険（ビッグトゥース[73]）
- はたらくクルマのスティンキーとダーティー（トール、スウィーピー）
- ビー・クール スクービー・ドゥー!（メイソン博士）
- ヒックとドラゴン 聖地への冒険（バークの男[74]）
- ファインディング・ドリー（ナンヨウハギ[75]）
- ふしぎの国 アンフィビア（ホップポップ・プランター）
- ベイマックス ザ・シリーズ（アンクル・サムライ）
- ボージャック・ホースマン（サンドロ、シェップ）
- マイルズのトゥモローランドだいさくせん（ゴンゴン、悪の軍団）
- ミラキュラス レディバグ&シャノワール（ミスター・ピジョン）
- ムークのせかいりょこう（テンシン、パオロ）
- ワールド・オブ・ウィンクス（スミー）

### ボイスオーバー
- 鷹匠マカン（マカン）
- クリムト エゴン・シーレとウィーン黄金時代（エリック・カンデル）
- 魅惑の宝石ハンター（ザック）
- THE NAKED（プロデューサー）
- OUR BLUEPLANET -かけがえのない地球-（パーサ・ダスグプタ教授[76]）
- TORNADO ALLEY（バージェス）
- アンソニー・ロビンズ －あなたが運命を変える－（タッド・シンケ）
- シェフのテーブル フランス編（ピエール・トロワグロ）
- 強制収容所のマエストロたち（クリストフ）
- 恐竜デスマッチ：新種の殺し屋
- スピノサウルス サハラに眠る謎の巨大肉食恐竜[77]
- 不死身の怪物：ティラノサウルスの秘密
- 英国紳士図鑑〜その歴史と今に残る伝統文化を探る〜
- 仰天！夢のツリーハウス
- チェルシーがモノ申す
- 世界・神秘の道をゆく
- BS世界のドキュメンタリー
- ディスカバリーチャンネル
- アニマルプラネット
- ナショナルジオグラフィックチャンネル

### ナレーション

#### TVCM
- 土木管理総合試験所[78][79][80]
- ベラジョン無料版[81][82][83]

#### ラジオCM
- 玉野競輪[84]

#### WEBCM
- 協会けんぽ香川支部「ススメ！けんぽくん」[85][86][87]
- KURAND株式会社[88]
- Yahoo!MASS MATRIX[89]

#### イベント
- RIMIX JAPAN™ × FLOW Virtual Live[90]
- YOKOHAMA STAR☆NIGHT 2021（ハマスタじいさん「横浜スタジアム」の声[91]）

#### アプリ
- Calm スリープストーリー「夢見るパリ」[92]

### シリーズ一覧
1. ↑  『映画おしりたんてい シリアーティ』（2022年）、
『映画おしりたんてい 夢のジャンボスイートポテトまつり』（2022年）